# Contariz
Contariz es un lugar español del municipio de Guitiriz, perteneciente a la provincia de Lugo, en la comunidad autónoma de Galicia.

## Historia
A mediados del siglo XIX el lugar, perteneciente por entonces a la parroquia de Pígara y al ayuntamiento de Trasparga, tenía contabilizada una población de 5 habitantes. Aparece descrito en el sexto volumen del Diccionario geográfico-estadístico-histórico de España y sus posesiones de Ultramar de Pascual Madoz de la siguiente manera:

CONTARIZ: l. en la prov. de Lugo, ayunt. de Trasparga y felig. de San Pedro de Pigara. pobl.: un vec., 5 almas.
(Madoz, 1847, p. 570)

En la actualidad pertenece al municipio de Guitiriz. En 2022 la entidad singular de población tenía empadronado 1 habitante.